# Simon Aspelin
Simon Aspelin (n. 11 de mayo de 1974 en Saltsjöbaden, Suecia) es un extenista profesional sueco que se desempeñó casi exclusivamente y con gran protagonismo en la modalidad de dobles, especialidad en la que conquistó el US Open en el año 2007 y obtuvo la medalla de plata en los Juegos Olímpicos de Pekín 2008.

## Torneos de Grand Slam

### Campeón Dobles (1)
| Año  | Torneo  | Pareja        | Oponentes en la final     | Resultado |
| 2007 | US Open | Julian Knowle | Lukáš Dlouhý Pavel Vízner | 7-5 6-4   |

## Títulos (12; 0+12)

### Dobles (12)
| Grand Slam (1)         |
| Tennis Masters Cup (0) |
| ATP Masters Series (0) |
| ATP Tour (11)          |

| Nº  | Fecha                 | Torneo          | Superficie    | Pareja            | Oponentes en la final               | Resultado       |
| 1.  | 7 de febrero de 2000  | Marsella        | Moqueta       | Johan Landsberg   | Juan Ignacio Carrasco Jairo Velasco | 7-6(2) 6-4      |
| 2.  | 19 de mayo de 2003    | Saint Pölten    | Tierra batida | Massimo Bertolini | Sargis Sargsian Nenad Zimonjić      | 6-4 6-7(8) 6-3  |
| 3.  | 7 de julio de 2003    | Båstad          | Tierra batida | Massimo Bertolini | Lucas Arnold Mariano Hood           | 6-7(3) 6-0 6-4  |
| 4.  | 31 de enero de 2005   | Delray Beach    | Dura          | Todd Perry        | Jordan Kerr Jim Thomas              | 6-3 6-3         |
| 5.  | 14 de febrero de 2005 | Memphis         | Dura          | Todd Perry        | Bob Bryan Mike Bryan                | 6-4 6-4         |
| 6.  | 25 de octubre de 2006 | San Petersburgo | Moqueta       | Todd Perry        | Julian Knowle Jürgen Melzer         | 6-1 7-6(3)      |
| 7.  | 21 de mayo de 2007    | Pörtschach      | Tierra batida | Julian Knowle     | Leoš Friedl David Škoch             | 7-6(6) 5-7 10-6 |
| 8.  | 11 de junio de 2007   | Halle           | Césped        | Julian Knowle     | Fabrice Santoro Nenad Zimonjić      | 6-4 7-6(5)      |
| 9.  | 9 de julio de 2007    | Bastad          | Moqueta       | Julian Knowle     | Martín García Sebastián Prieto      | 6-2 6-4         |
| 10. | 27 de agosto de 2007  | US Open         | Dura          | Julian Knowle     | Lukáš Dlouhý Pavel Vízner           | 7-5 6-4         |
| 11. | 20 de julio de 2009   | Hamburgo        | Tierra batida | Paul Hanley       | Marcelo Melo Filip Polášek          | 6-3 6-3         |
| 12. | 27 de febrero de 2010 | Dubái           | Dura          | Paul Hanley       | Lukas Dlouhy Leander Paes           | 6-2 6-3         |

### Finalista en dobles (torneos destacados)
- 2007: Shangai Masters Cup (junto a Julian Knowle, pierden ante Mark Knowles y Daniel Nestor)
- 2008: Juegos Olímpicos de Pekín 2008 (junto a Thomas Johansson pierden ante Roger Federer y Stanislas Wawrinka)
- 2009: Madrid 1000 (junto a Wesley Moodie pierden con Daniel Nestor y Nenad Zimonjić)